# Amalia Wilhelmina van Brunswijk-Lüneburg
Amalia Wilhelmina (Hannover, 21 april 1673 — Wenen, 10 april 1742) was prinses van Brunswijk en later keizerin van het Heilige Roomse Rijk. Ze was een dochter van hertog Johan Frederik van Brunswijk-Lüneburg en Benedicta Henriette van de Palts (1652–1730).
Op 24 februari 1699 huwde zij te Wenen met aartshertog Jozef van Oostenrijk, de latere keizer Jozef I. Naar aanleiding van dit huwelijk schreef Reinhard Keiser de opera 'Hercules en Hebe'.
Amalia en Jozef kregen drie kinderen:
- Maria Josepha (1699 – 1757); ∞ (1719) koning August III van Polen (1696–1763)
- Leopold Jozef (Wenen, 29 oktober 1700 – aldaar, 4 augustus 1701)
- Maria Amalia (1701 – 1756); ∞ (1722) keurvorst Karel Albrecht van Beieren (1697–1745)

- Biblioteca Nacional de España: XX5211460
- Bibliothèque nationale de France: cb15945650n (data)
- Catàleg d'autoritats de noms i títols de Catalunya: 981058510799006706
- Gemeinsame Normdatei: 101076983
- International Standard Name Identifier: 0000 0000 4911 1597
- Library of Congress Control Number: nr99005287
- Nationale Bibliotheek van Polen: a0000003224836
- Istituto Centrale per il Catalogo Unico: IEIV093838
- Système universitaire de documentation: 157673979
- Union List of Artist Names: 500354599
- Virtual International Authority File: 42199563
- WorldCat: E39PBJhd8GxfxkkBGHb8VV6xjC